# 세드리크 뷔르데
세드리크 뷔르데(프랑스어: Cédric Burdet, 1974년 11월 15일~)는 프랑스의 핸드볼 선수로 현역 시절 포지션은 라이트백이다. SO 샹베리, 몽펠리에 HB, VfL 구머스바흐 등에서 활동했다. 프랑스 국가대표로도 활약하여 3번의 올림픽(2000, 2004. 2008)에 출전했으며, 2008 하계 올림픽에서 금메달을 획득하였다.

## 클럽 경력
앵주의 벨레에서 태어났다. SO 샹베리에서 핸드볼 선수 생활을 시작하여 1995년까지 그 팀에서 뛰었다. 이후 몽펠리에 HB로 이적하였으며, 2003년에 독일 핸드볼 분데스리가의 VfL 구머스바흐에 입단했다. 구머스바흐에서 3년간 활약한 후 다시 몽펠리에로 돌아왔으며, 2009년 5월 28일에 은퇴를 선언했으나 이를 번복하고 2010년까지 USAM 님에서 활동하다가 은퇴했다.

## 국가대표팀 경력
1997년 6월에 이탈리아와의 경기로 국가대표팀에 데뷔했다. 1998년 이탈리아에서 열린 유럽 선수권 대회에 프랑스 대표팀으로 참가하였으며, 팀은 7위를 기록했다. 1999년에 이집트에서 열린 세계 핸드볼 선수권 대회에 참가하였으며, 팀은 6위를 기록했다. 2000년에는 크로아티아에서 열린 유럽 선수권 대회와 2000년 하계 올림픽에 프랑스 대표팀의 일원으로 참가하였다. 2001년에는 발가락과 발목 부상으로 인해 세계 선수권 대회에 불참하여 프랑스의 우승의 영광을 함께 하지는 못했다. 2003년에 포르투갈에서 열린 세계 선수권 대회에서도 프랑스 대표로 참가하여 동메달 획득에 기여하여 자신의 첫 국제 대회 메달을 획득했다.
2004년에는 슬로베니아에서 열린 유럽 선수권 대회에 참가하여 4위를 기록했고, 아테네에서 열린 2004년 하계 올림픽에도 참가하였다. 2005년에는 튀니지에서 열린 세계 선수권 대회에 참가하여 동메달을 획득하였다. 2006년에는 손가락 부상으로 인해 유럽 선수권 대회에 불참했다. 프랑스는 이 대회에서 금메달을 획득했다.
2008년에는 제롬 페르낭데즈에게 주전 경쟁에서 밀려 클로드 오네스타 감독에게 대표로 발탁되지 않았으나 페르난데즈의 부상으로 인해 그의 대타로 다시 대표팀에 발탁되었다. 이후 노르웨이에서 열린 2008년 유럽 선수권 대회에서 동메달을 획득하는 데 기여하여 베이징에서 열린 2008년 하계 올림픽에서도 국가대표로 발탁되어 활약하여 금메달을 획득하는 데에 기여하였다.
2008년 10월에 국가대표 은퇴를 발표했다. 국가대표팀 선수로서 227경기에 출전하고 491골을 기록했다.